# 勒盖德隆格鲁瓦
勒盖德隆格鲁瓦（法語：Le Gué-de-Longroi，法語發音：[lə ɡe də lɔ̃ɡʁwa]）是法国厄尔-卢瓦省的一个市镇，位于该省东部偏北，属于沙特尔区。

## 地理
勒盖德隆格鲁瓦（48°30'4"N, 1°43'11"E）面积6.9 平方千米，位于法国中央-卢瓦尔河谷大区厄尔-卢瓦省，该省份为法国北部内陆省份，北起顺时针与厄尔省、伊夫林省、埃松省、卢瓦雷省、卢瓦-谢尔省、萨尔特省和奧恩省接壤。
与勒盖德隆格鲁瓦接壤的市镇（或旧市镇、城区）包括：安波、伊姆赖、勒万维尔。

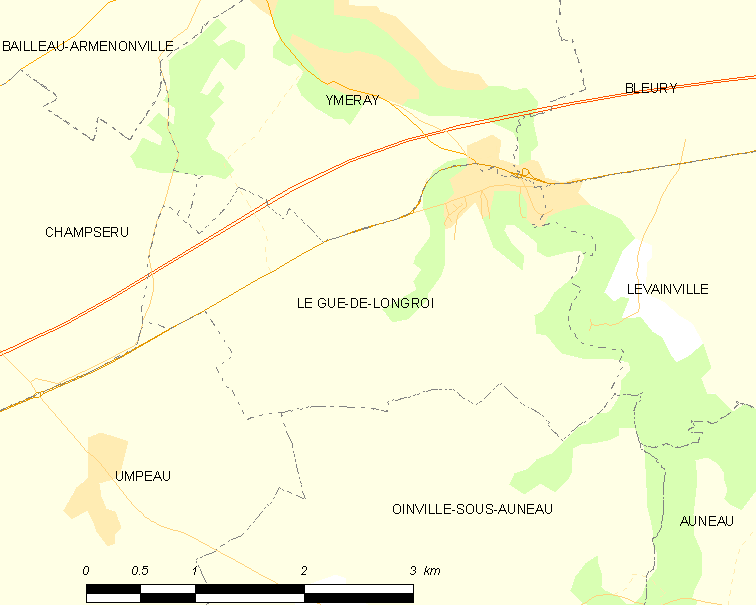
勒盖德隆格鲁瓦的OSM定位图

勒盖德隆格鲁瓦的时区为UTC+01:00、UTC+02:00（夏令时）。

## 行政
勒盖德隆格鲁瓦的邮政编码为28700，INSEE市镇编码为28188。

## 政治
勒盖德隆格鲁瓦所属的省级选区为欧诺县。

## 人口

1962-2008年间勒盖德隆格鲁瓦人口变化图示

勒盖德隆格鲁瓦于2022年1月1日时的人口数量为889人。